# Djubelly Wéa
Djubelly Wéa est un pasteur et militant nationaliste kanak du Front uni de libération kanak. Il a assassiné Jean-Marie Tjibaou et Yeiwéné Yeiwéné le 4 mai 1989, juste avant d'être abattu par des gardes du corps,,,,.